# Ester Salmowic
Ester Salmowic (hebr.: אסתר סלמוביץ, ang.: Esther Salmovitz, ur. 8 kwietnia 1948 w Rumunii) – izraelska polityk, w latach 1992–1996 poseł do Knesetu.

## Życiorys
Urodziła się 8 kwietnia 1948 w Carei w Rumunii. W 1950 wyemigrowała do Izraela. Służbę wojskową zakończyła w stopniu sierżanta. Ukończyła szkołę średnią, następnie kształciła się w dziedzinie prawa nieruchomości i historii Izraela.
W polityce związała się z, założonym przez generała Refa’ela Etana, Cometem. Kierowała strukturami partii w Naharijji, zasiadała w radzie miasta.
W wyborach parlamentarnych w 1992 po raz pierwszy i jedyny dostała się do izraelskiego parlamentu z listy Cometu. W trzynastym Knesecie była zastępcą przewodniczącego parlamentu, zasiadała w komisjach absorpcji imigrantów, kontroli państwa oraz edukacji i kultury, przewodniczyła także jednej podkomisji. 7 lipca 1994 wraz z Aleksem Goldfarbem i Gonenem Segewem opuścili partię tworząc nowe ugrupowanie – Ji’ud. 27 listopada 1995 Salmowitz i Goldfarb odłączyli się od Segewa, tworząc nową partię Atid, w którym pozostali do końca kadencji.
W wyborach w 1996 utraciła miejsce w parlamencie.